# 紐約市旗

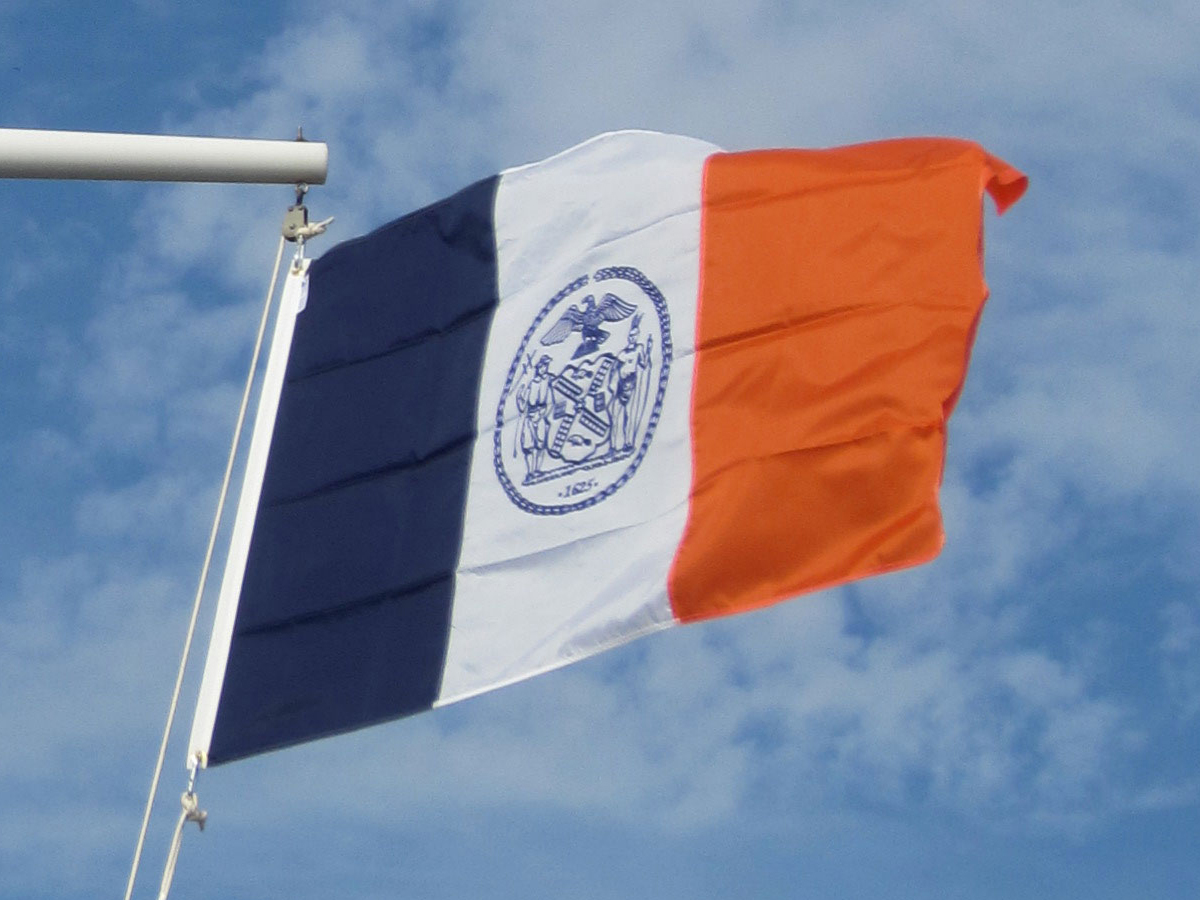
飄揚的紐約市旗

紐約市旗（英語：flags of New York City）包括紐約市的市旗，紐約市五個行政區的旗幟（布朗克斯、布魯克林區、曼哈頓、皇后區、史泰登島） ，紐約市部分市政部門的旗幟。紐約市旗是一面水平藍、橙、白三色旗，中央有藍色的紐約市徽。三色旗設計源自於荷蘭共和國時期的親王旗，在1625年被用作新阿姆斯特丹的旗幟。

## 歷史

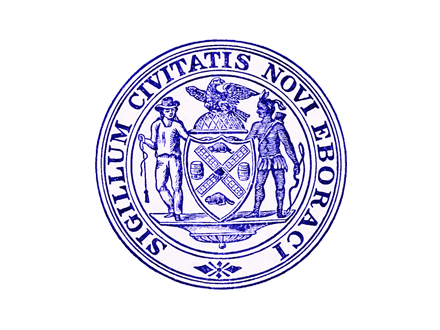
使用舊市徽的非正式市旗，在1915年被現在的市旗取代

紐約市在設立之後曾長期沒有正式市旗和市徽。在19世紀末期，紐約市開始使用一面非正式市旗，為白底內有圓形藍色紋章。
1914年，為慶祝紐約第一任英國統治時期市長就任250週年，紐約市藝術委員會任命了一個藍絲帶委員會，設計紐約市的第一個正式市徽和市旗。該委員會向紐約歷史學會詢問了紐約在荷蘭和英國統治時期的徽章，並將其融入新的市徽和市旗
委員會這樣描述他們建議的市旗：
在我們的旗幟中，顏色是荷蘭式的，紋章是英國式的，頂飾是非常美國式的。但旗幟是城市的旗幟，一個成長源於全部民族的城市，紐約是偉大的國際都會
 — Committee of the Art Commission Associates， Seal and Flag of the City of New York， p. 84
這麼旗幟在1915年4月6日通過，並在6月24日第一次公諸於世。
現有的設計可追溯至1977年12月30日，市徽部分進行了小幅修改，標註年份從1664年（英格蘭王國佔領紐約的年份）改為1625年。這一改變源於紐約市議會議長保羅·奧德懷爾的提案。他出生於愛爾蘭。變更的目的是強調荷蘭人在紐約歷史上的貢獻，淡化英國人遺產。年份選擇在當時引發爭議。第一副市長詹姆士·A·卡瓦納（James A. Cavanagh）的助手稱「在對提案的研究中，我發現1625年這一年份缺乏證據」。時任市長亞伯拉罕·比姆的一位助手認為1624年是更正確的年份，因為這一年才是紐約真正由荷蘭管制的年份。亦有觀點認為選擇這一年份的原因僅是為了超過波士頓的1630年。雖然如此，市長還是簽署了奧德懷爾的提議。

## 設計

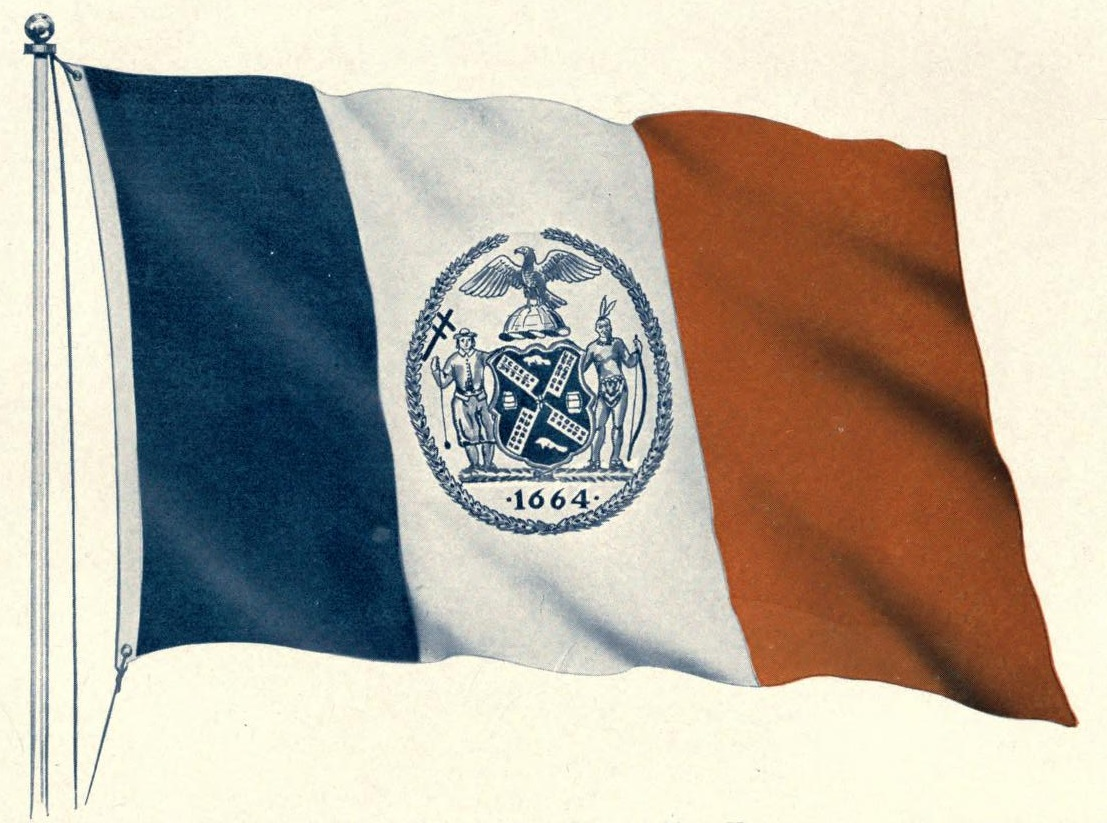
1915年版紐約市旗

紐約市行政法規第2-103條規定紐約市旗設計如下：
市旗由橙、白、藍三色垂直條紋構成，尺寸相等（藍色最靠近旗桿）。旗幟中央（或白色部分）內有藍色市徽。其顏色應和1625年時的荷蘭聯合旗幟相同

### 顏色
藍色，白色和橙色曾是荷蘭國旗的顏色。橙色由威廉一世採用。委員會報告提到「顏色順序效仿法國國旗、比利時國旗和其他三色旗，將最深的顏色放在靠旗桿的位置」。
紐約歷史學會最初建議採用橫向三色旗，以體現更多荷蘭旗幟特徵，但委員會保留了縱向三色旗設計。

### 象徵
- 白頭海雕：美國的象徵。
- 美國原住民：這片土地最初的居民。
- 水手：殖民者的象徵。
- 河狸：荷蘭東印度公司的象徵。該公司是紐約的第一家公司。河狸是紐約州的官方動物。
- 風車：銘記紐約的荷蘭歷史和繁榮的製粉工業。
- 麵粉桶：17世紀齊，紐約曾短暫壟斷製粉權。
- 1625：最初是1664年。紐約歷史學會的歷史學家稱這一年份是「隨意的」。曼哈頓區歷史學家Michael Miscione稱這一年份「完全錯誤」[4]。

### 矛盾之處
雖然紐約的行政法規規定市旗省略市徽的拉丁語部分。但紐約市親王上的市旗顯示有拉丁語標語。

## 使用
紐約市旗飄揚在紐約市政廳、警察廣場1號，以及一些市有財產（例如公園）。
一些紐約市的體育隊伍使用紐約市旗顏色作為隊伍的官方顏色，例如NBA的紐約尼克斯、MLB的紐約大都會、MLS的紐約城足球俱樂部。2017年，紐約城足球俱樂部在其隊服上添加了三色旗，並用「NYC」三字替代紋章。國家冰球聯盟的紐約島人也使用橙、藍、白三色。雖然該隊在2015年搬遷至布魯克林區，但在該隊主場位於長島拿騷縣時，官方顏色也是藍色和橙色。

## 市長旗

紐約市長旗

紐約市長辦公室有其自己的旗幟，在紐約市旗的市徽上方加上了五個五角星，代表紐約市的五個區。市長旗的尺寸是33英寸乘44英寸。

## 議會旗
紐約市議會旗是在紐約市旗的市徽下方添加「COUNCIL」文字。

## 各行政區旗
目前僅有布魯克林區和布朗克斯區有正式區旗。其它三區的旗幟都非正式旗幟。史泰登島曾在1990年代和2000年代早期試圖將其旗幟成為正式區旗，但未成功。

### 布朗克斯

布朗克斯區旗

布朗克斯區旗是一面橫向三色旗，自上而下是橙、白、藍三色條紋，模仿了荷蘭傳統三色。旗幟中央有月桂花環，代表榮譽和聲望。花環環繞布朗克家族的紋章。這一紋章包括一盾牌，內有自海面升起的太陽，象徵和平、自由和商業。紋章上部是一頭展翅且頭部朝東的鷹，代表「新世界的希望，同時不忘舊世界」。紋章下方有拉丁文格言「ne cede malis」，意為「不屈於邪惡」，也是布朗克斯區的格言。
布朗克斯第一次被採用是在1912年3月，並在1915年6月29日得到承認。

### 布魯克林

布魯克林區旗

布魯克林區旗至少自1860年就開始使用。當時布魯克林是獨立城市。

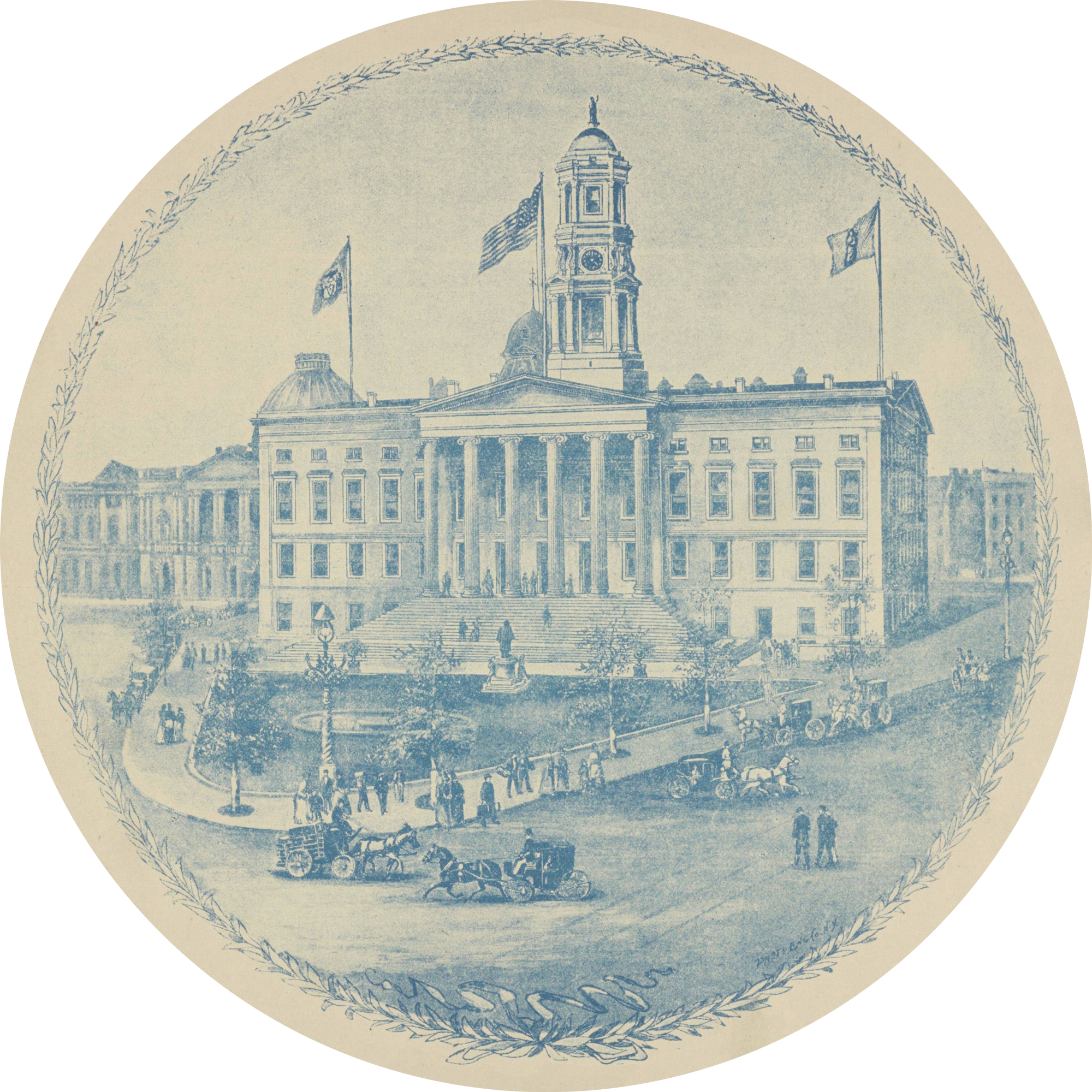
1895年的布魯克林市政廳，右側旗幟是布魯克林區旗

布魯克林區旗是白底，中央有布魯克林區徽。布魯克林區徽是正義女神圖案，背景色是藍色，並附有束棒。束棒由六根桿構成，代表最初的六個荷蘭人居民點。徽章由深藍色環繞，並寫有古荷蘭語格言「Een Draght Maekt Maght」（現代荷蘭語「Eendracht maakt macht」），意為「團結就是力量。環形部分還寫有「Borough of Brooklyn」。外沿部分使用金色。藍色和金色也是布魯克林區的象徵色。

### 曼哈頓

曼哈頓

曼哈頓的非正式區旗和紐約市旗非常相似，唯一的區別在於中央的紋章改為曼哈頓區徽。

### 皇后區

皇后區

皇后區區旗由三個橫向條紋構成，其頂部和底部的條紋是天藍色，中央條紋是白色。這些顏色由來於第一任荷蘭總督威廉·基夫特的紋章。旗幟中央是貝殼串珠環形，以及一朵鬱金香、一朵玫瑰。旗幟左上有王冠圖案，以及「Qveens Borovgh」和「1898」字樣，均為金色。1898年是紐約市將行政區定為五個區的年份。
區旗上的符號代表該區的歷史。貝殼串珠代表當地的土著居民。鬱金香代表荷蘭人。紅白玫瑰是都鐸時期，象徵英格蘭和英國君主。王冠代表該區的名稱由來（在1683年紀念布拉干薩的凱瑟琳，這一年也是紐約最初12個郡的設立年份，皇后區亦是其中之一）。
皇后區區旗採用於1913年6月3日，並在四日後的一個慶祝活動中第一次亮相。

### 史泰登島
現在的史泰登島區旗採用於2016年。

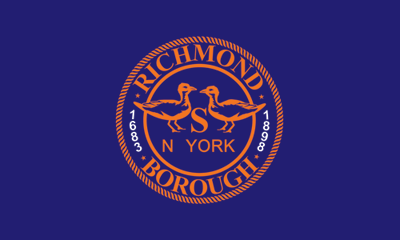
里奇蒙區旗

史泰登島有三面非正式區旗。第一面區旗為藍底，中央有橙色紋章。在這面旗幟使用時期，史泰登島的區名曾是里奇蒙區。史泰登島的第二面區旗定於1971年，是在時任區長羅伯特·T·康納舉辦的一場競賽中選出。這一旗幟為白底，中央有一個橢圓形，橢圓形內有藍天和兩隻白色海鷗，綠色部分代表鄉村景觀，白色部分代表城市景觀。橢圓形中央有金色的「Staten Island」字樣。文字下方的五條波浪線象徵環繞島嶼的水體。1971年版區旗被後來的區長詹姆士·奧多批評，稱其看起來像弗萊希基爾斯垃圾處理場。

2016年3月，奧多為史泰登島設計了新的區旗和區徽。當時奧多表示他並未決定是否會嘗試令這面旗幟成為正式區旗。紐約市在2017年購買了這面旗幟的版權，以在正式場合使用。

## 市政部門

### 警察部門

警察部門

紐約市警察局旗幟啟用於1919年。這面旗幟的左上方藍色部分有24個五角星，代表1898年合併構成紐約的城市和村莊。五個綠色及白色條紋代表紐約的五個行政區。因公殉職的警察會在棺木上覆蓋這面旗幟。

### 消防部門

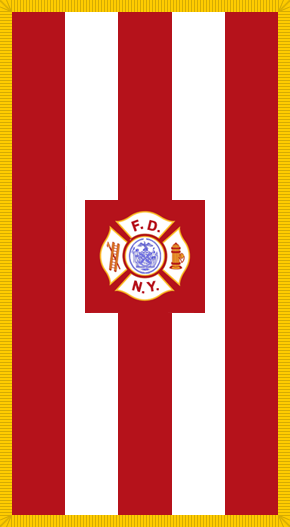
棺木上使用的變體版本

紐約市消防局由五條紅色和白色條紋構成，代表紐約的五個行政區。旗幟中央有一方形和馬耳他十字。馬耳他十字的中央是紐約市市徽，環繞梯子、消防栓、F.D、N.Y的字樣。在殉職的消防員棺木上，會使用帶金邊的豎版變體版本。

## 外部連結
- CRW Flags （页面存档备份，存于） - information regarding NYC flags
- The Official New York City Flag (municipal government website)
- 世界旗帜网（FOTW）的New York City, New York (U.S.)
- American City Flags 2002 - 2003 (ISBN 978-0-9747728-0-6) by the North American Vexillological Association (NYC flags on pages 35 – 43)